# Taraneh Javanbakht
Taraneh Javanbakht (în persană ترانه جوانبخت; n. 12 mai 1974, Teheran, Iran) este o scriitoare, pictoriță, filozofă, om de știință, compozitoare, poetă și activistă pentru drepturile omului din Iran. Biografia și operele sale au fost publicate în cărți și mass-media.

## Tinerețe și educație
Taraneh Javanbakht (nume de naștere: Taraneh Djavanbakht Samani) s-a născut în 1974 în Iran. A studiat la școlile primare și secundare din Teheran. A obținut diploma de licență în chimie de la Universitatea Shahid Beheshti în 1996 și a mers la Paris în 1997 pentru a-și finaliza studiile. A obținut prima diplomă de master în chimie fizică de la Universitatea Pierre și Marie Curie în 1998. Teza sa de master a fost în fizică (optică). Apoi, ea a obținut prima diplomă de doctor în chimie fizică de la aceeași universitate în 2002. Ea a efectuat studiile postdoctorale în domeniul nanotehnologiei și ingineriei la École Polytechnique de Montréal în 2011. A obținut a doua diplomă de masterat în biologie moleculară Université du Québec à Montréal (UQAM) în 2011. A primit a treia diplomă de masterat în filosofie de la UQAM în 2016.

## Opere
- Netism, 2005
- Asre ayeneh, 2002
- Heram, 2005
- Sarab, 2005

## Premii
Premiile lui Taraneh Javanbakht:
- Polytechnic of Montreal, 2011, 2011, 2013, Montreal
- Premiul AFFDU, 1999, Paris
- Atomic Energy Organization of Iran, 1993, Tehran